# Gnidia polystachya
Gnidia polystachya é uma espécie de planta com flor pertencente à família Thymelaeaceae. 
A autoridade científica da espécie é P.J.Bergius, tendo sido publicada em Descriptiones Plantarum ex Capite Bonae Spei, 123–124. 1767.

## Portugal
Trata-se de uma espécie presente no território português, nomeadamente no Arquipélago dos Açores e no  Arquipélago da Madeira.
Em termos de naturalidade é introduzida nas duas regiões atrás referidas.

## Protecção
Não se encontra protegida por legislação portuguesa ou da Comunidade Europeia.